# Czarnołęka
Czarnołęka (także Dębinka, do 1945 niem. Schwarze Ort) – niezamieszkana wyspa Międzyodrza przy zachodnim brzegu jeziora Dąbie.

## Opis

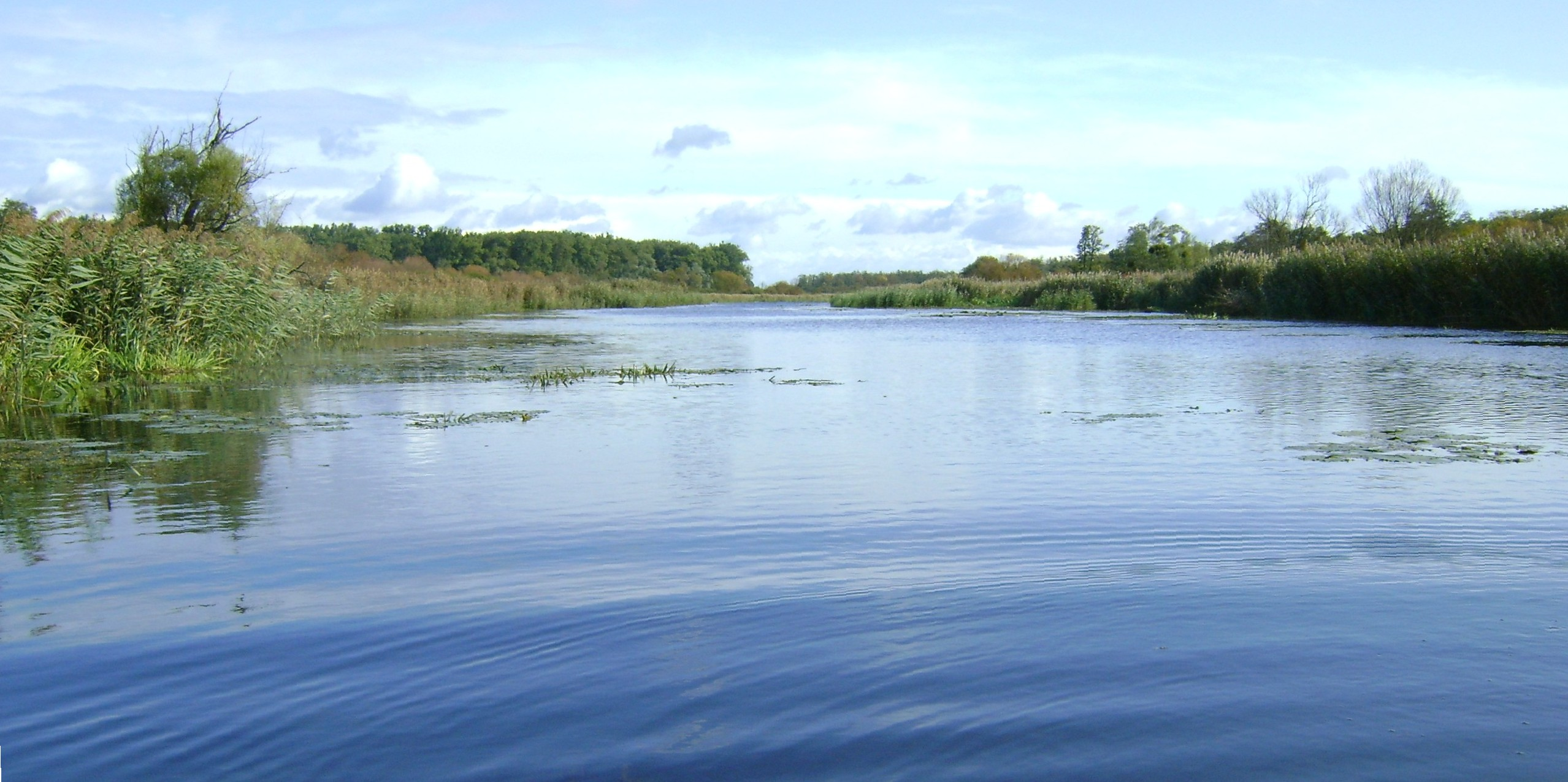
Widok z Wydrnika; po lewej Czarnołęka, po prawej Radolin

Administracyjnie leży w Szczecinie w dzielnicy Północ i zajmuje powierzchnię ok. 270 ha. Od południa tworzy na Dąbiu dwie zatoki (patrząc od zachodu): Ostrołęka i Kopice i sąsiaduje przez Dąbski Przesmyk z wysepką Mały Róg. Po stronie zachodniej od wyspy Radolin oddziela ją Wydrnik a po stronie północnej od Dębiny – Święta.
Obszarami leśnymi wyspy wchodzącymi w skład leśnego kompleksu promocyjnego Puszcze Szczecińskie administruje Nadleśnictwo Trzebież.
Nazwę Czarnołęka wprowadzono urzędowo rozporządzeniem w 1949 roku, zastępując poprzednią niemiecką nazwę Der schwarze Ort.